# Энхсайханы Ням-Очир
Энхсайханы Ням-Очир (монг. Энхсайханы Ням-Очир, р.10 марта 1984) — монгольский борец вольного стиля, призёр чемпионата мира.

## Биография
Родился в 1985 году. В 2007 году стал бронзовым призёром чемпионата Азии. В 2010 году принял участие в чемпионате мира, но там стал лишь 15-м. На чемпионате мира 2013 года был уже 5-м. В 2014 году завоевал бронзовую медаль чемпионата мира.